# Canadian Heritage Rivers System
Das Canadian Heritage Rivers System (CHRS) existiert seit 1984. Es wurde von den Verwaltungen von Kanada und deren Provinzen gebildet, um die besterhaltenen Flüsse in Kanada zu schützen und ihre Erholungsfunktion zu erhalten. Außerdem soll die Vielfalt der kanadischen Flüsse gewahrt und ihre Bedeutung für die kanadische Geschichte und Gesellschaft gezeigt werden. Dieser Schutz soll auch den nachfolgenden Generationen die Flüsse erhalten. Dieses System wird von einer 15-köpfigen Nationalbehörde verwaltet.

## Geschichte
Der erste Fluss in dem System war der in Ontario gelegene French River, der diesen Status 1986 erhielt. Zurzeit gibt es 40 Flüsse mit diesem Status sowie drei Flüsse, die für diesen nominiert wurden (Stand 2022).

## Designierte und nominierte Flüsse
Im Folgenden eine Auflistung der designierten und nominierten Flüsse (Stand 2022).
| Fluss / Gewässer                                                                     | Provinz / Territorium          | seit        | Länge des Fluss- abschnitts (km) |
| ------------------------------------------------------------------------------------ | ------------------------------ | ----------- | -------------------------------- |
| Alsek River                                                                          | Yukon                          | 1986        |                                  |
| Arctic Red River / Tsiigehnjik                                                       | Nordwest-Territorien           | 1993        | 450                              |
| Athabasca River                                                                      | Alberta                        | 1989        | 168                              |
| Bay du Nord River                                                                    | Neufundland und Labrador       | 2006        | 75                               |
| Bloodvein River                                                                      | Manitoba / Ontario             | 1987 / 1998 | 306                              |
| Bonnet Plume River                                                                   | Yukon                          | 1998        | 350                              |
| Boundary Waters – Voyageur Waterway                                                  | Ontario                        | 1986        | 250                              |
| Churchill River (nominiert)                                                          | Saskatchewan                   | –           | 487                              |
| Clearwater River (inkl. Christina River)                                             | Saskatchewan / Alberta         | 1987 / 2004 | 326                              |
| Coppermine River (2002 nominiert)                                                    | Nunavut                        | –           | 450                              |
| Cowichan River                                                                       | British Columbia               | 2003        | 47                               |
| Detroit River                                                                        | Ontario                        | 2001        |                                  |
| Fraser River                                                                         | British Columbia               | 1998        | 1375                             |
| French River                                                                         | Ontario                        | 1986        | 110                              |
| Grand River                                                                          | Ontario                        | 1994        | 290                              |
| Hayes River                                                                          | Manitoba                       | 2006        | 600                              |
| Hillsborough River                                                                   | Prince Edward Island           | 1997        | 45                               |
| Humber River                                                                         | Ontario                        | 1999        |                                  |
| Kazan River                                                                          | Nunavut                        | 1990        | 615                              |
| Kicking Horse River (inkl. Yoho River)                                               | British Columbia               | 1989        | 67                               |
| Main River                                                                           | Neufundland und Labrador       | 2001        |                                  |
| Margaree River (inkl. Quellflüsse)                                                   | Nova Scotia                    | 1998        | 120                              |
| Mattawa River                                                                        | Ontario                        | 1988 / 1999 | 76                               |
| Missinaibi River                                                                     | Ontario                        | 2004        |                                  |
| North Saskatchewan River                                                             | Alberta                        | 1989        | 48,5                             |
| Ottawa River                                                                         | Ontario                        | 2016        | 590                              |
| Red River                                                                            | Manitoba                       | 2007        | 175                              |
| Restigouche River (Oberlauf des Flusses)                                             | New Brunswick                  | 1998        | 55                               |
| Rideau Waterway                                                                      | Ontario                        | 2000        | 202                              |
| Seal River                                                                           | Manitoba                       | 1992        |                                  |
| Shelburne River                                                                      | Nova Scotia                    | 1997        | 57                               |
| Soper River (inkl. Livingstone River und Joy River)                                  | Nunavut                        | 1992        |                                  |
| South Nahanni River                                                                  | Nordwest-Territorien           | 1987        |                                  |
| St. Croix River                                                                      | New Brunswick                  | 1991        |                                  |
| St. John River                                                                       | New Brunswick                  | 2013        | 400                              |
| St. Marys River                                                                      | Ontario                        | 2000        | 125                              |
| South Saskatchewan River (inkl. Saskatchewan River in Saskatchewan) (2012 nominiert) | Saskatchewan                   | –           | 1000                             |
| Tatshenshini River                                                                   | Yukon                          | 2004        | 45                               |
| Thames River                                                                         | Ontario                        | 2000        | 273                              |
| Thelon River                                                                         | Nunavut / Nordwest-Territorien | 1990        | 545                              |
| Three Rivers (Cardigan, Brudenell, Montague/Valleyfield Rivers)                      | Prince Edward Island           | 2004        |                                  |
| Thirty Mile (Yukon River zwischen Lake Laberge und Teslin River)                     | Yukon                          | 1991        | 48                               |